# Rally Valeo de 1985
El Rally Valeo de 1985, oficialmente 2.º Rally Valeo, fue la segunda edición y la decimosegunda ronda de la temporada 1985 del Campeonato de España de Rally. Fue también puntuable para el campeonato de Castilla, el Desafío Peugeot, la Copa Ford Fiesta, la Copa Ibiza y el Trofeo Opel. Se celebró del 16 al 17 de noviembre y contó con un itinerario de diecinueve tramos que sumaban un total de 229 km cronometrados.
Salvador Servià se adjudicó la victoria en la última prueba del calendario nacional beneficadio en parte por un pinchazo de Sainz en los primeros compases de la prueba que le hizo perder tres minutos. Servià tan solo necesitó defenderse de los ataques de Beny Fernández que terminó segundo con su Opel Manta 400. Por su parte Sainz intentó remontar y fue marcando el mejor tiempo en varios tramos pero en la segunda etapa y ante la imposibilidad de alcanzar a Servià se dedicó a cuidar la mecánica y conservar la tercera posición.

## Itinerario
| Día   | Tramo | Nombre              | Distancia | Hora  | Ganador                        | Líder           |
| ----- | ----- | ------------------- | --------- | ----- | ------------------------------ | --------------- |
| Día 1 | TC1   | La Parrilla         | 27.00 km  | 13:49 | Salvador Servià                | Salvador Servià |
| Día 1 | TC2   | Canencia            | 12.30 km  | 14:59 | Carlos Sainz                   | Salvador Servià |
| Día 1 | TC3   | Morcuera            | 11.00 km  | 15:53 | Carlos Sainz                   | Salvador Servià |
| Día 1 | TC4   | Circuito del Jarama | 12.80 km  | 17:08 | Carlos Sainz                   | Salvador Servià |
| Día 1 | TC5   | La Parrilla         | 27.00 km  | 18:26 | Carlos Sainz                   | Salvador Servià |
| Día 1 | TC6   | Canencia            | 12.30 km  | 19:36 | Salvador Servià Carlos Sainz   | Salvador Servià |
| Día 1 | TC7   | Morcuera            | 11.00 km  | 20:30 | Carlos Sainz                   | Salvador Servià |
| Día 1 | TC8   | La Parrilla         | 27.00 km  | 21:52 | Carlos Sainz                   | Salvador Servià |
| Día 1 | TC9   | Canencia            | 12.30 km  | 23:02 | Carlos Sainz                   | Salvador Servià |
| Día 1 | TC10  | Morcuera            | 11.00 km  | 23:56 | Carlos Sainz                   | Salvador Servià |
| Día 2 | TC11  | El Vellón           | 9.00 km   | 04:18 | Salvador Servià                | Salvador Servià |
| Día 2 | TC12  | El Atazar           | 5.00 km   | 05:02 | Salvador Servià                | Salvador Servià |
| Día 2 | TC13  | El Berrueco         | 8.00 km   | 05:28 | Salvador Servià                | Salvador Servià |
| Día 2 | TC14  | El Vellón           | 9.00 km   | 06:22 | Beny Fernández                 | Salvador Servià |
| Día 2 | TC15  | El Atazar           | 5.00 km   | 07:06 | Salvador Servià                | Salvador Servià |
| Día 2 | TC16  | El Berrueco         | 8.00 km   | 07:32 | Beny Fernández                 | Salvador Servià |
| Día 2 | TC17  | El Vellón           | 9.00 km   | 08:26 | Beny Fernández                 | Salvador Servià |
| Día 2 | TC18  | El Atazar           | 5.00 km   | 09:10 | Salvador Servià                | Salvador Servià |
| Día 2 | TC19  | El Berrueco         | 8.00 km   | 09:36 | Salvador Servià Beny Fernández | Salvador Servià |

## Clasificación final
| Pos. | Piloto           | Copiloto          | Automóvil                     | Tiempo  | Diferencia |
| ---- | ---------------- | ----------------- | ----------------------------- | ------- | ---------- |
| 1.   | Salvador Servià  | Jordi Sabater     | Lancia 037 Rally              | 2:17:44 | 0.0        |
| 2.   | Beny Fernández   | José López Orozco | Opel Manta 400                | 2:18:24 | +40        |
| 3.   | Carlos Sainz     | Antonio Boto      | Renault 5 Maxi Turbo          | 2:19:43 | +1:59      |
| 4.   | Genito Ortiz     | Ramón Mínguez     | Renault 5 Turbo Tour de Corse | 2:21:24 | +3:40      |
| 5.   | Josep Arqué      | Xavier Muntañola  | Opel Manta 400                | 2:24:26 | +6:42      |
| 6.   | Josep Bassas     | María Pilar Mas   | Renault 11 Turbo              | 2:39:44 | +22:00     |
| 7.   | Ricardo Muñoz    | Javier Robledano  | BMW 323i E30                  | 2:40:41 | +22:57     |
| 8.   | Eduardo Augustín | María Jesús Cabal | Opel Corsa SR                 | 2:40:42 | +22:58     |
| 9.   | Alfonso Loza     | Manuel Larrarte   | Opel Corsa SR                 | 2:41:19 | +23:35     |
| 10.  | Evangelino Otero | Eduardo Piñón     | Opel Corsa SR                 | 2:42:21 | +24:37     |